# Paço Municipal de Juiz de Fora
Paço Municipal em 2018
Paço Municipal, conhecido também como Repartições Municipais, é uma prédio que abrigou a prefeitura da cidade brasileira de Juiz de Fora entre 1918 e 1997. De estilo eclético e características neoclássicas, é considerado um dos mais importantes e distintos marcos arquitetônicos da cidade.
O edifício foi tombado pelo patrimônio histórico em 1983, e apesar de deixar de sediar a prefeitura no final da década de 1990, continuou a acolher órgãos administrativos do município.

## História
O prédio situado na esquina das ruas Direita e da Califórnia (respectivamente as atuais Avenida Rio Branco e rua Halfeld) foi adquirido pela administração pública de Juiz de Fora em 1852 para abrigar a câmara municipal e a cadeia local. Esta construção foi demolida por volta de 1915 para dar lugar ao paço municipal.
Projetado pelo arquiteto Rafael Arcuri, o núcleo original do imóvel, voltado para a Avenida Rio Branco, foi concluído em 1918. O edifício tomou o formato como é conhecido hoje em 1934, quando a fachada lateral foi ampliada. Uma última ampliação ocorreu em 1944 na parte interna, e o prédio foi enfim finalizado conforme o projeto de Arcuri.
O Paço Municipal foi tombado pelo município em 19 de janeiro de 1983. Deixou de abrigar a prefeitura em 1997, que passou para um nova sede, no antigo prédio da Rede Ferroviária Federal, situado na Avenida Brasil, 2001, onde funciona também a empresa MRS Logística, no Conjunto Arquitetônico Tancredo Neves. Desde então, o Paço têm sido utilizado por diversos órgãos públicos, como a Fundação Cultural Alfredo Ferreira Lage (Funalfa), o serviço de atendimento da prefeitura JF Informação e a sala de projeção de filmes Anfiteatro João Carriço.

## Galeria

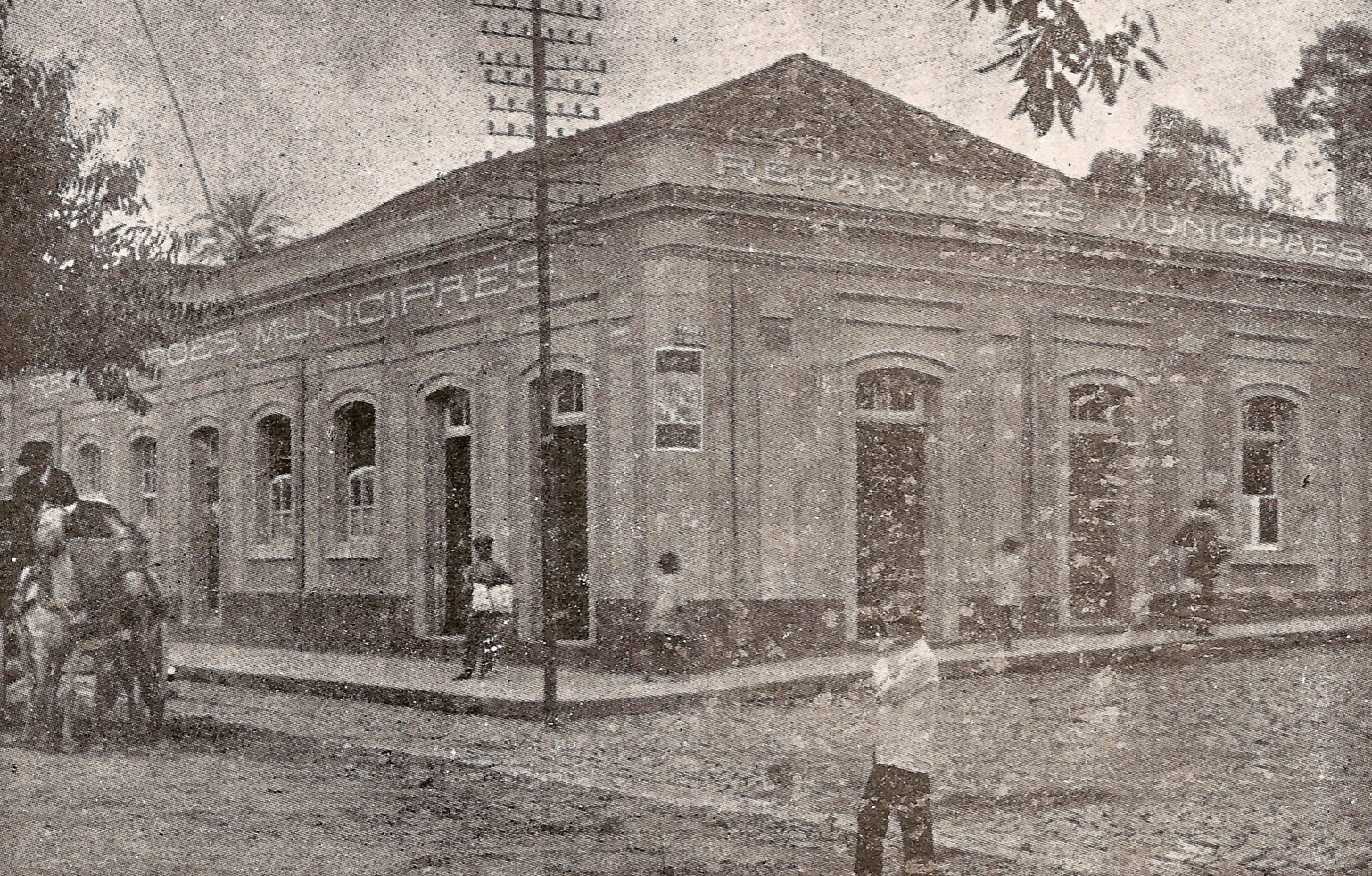
O edifício original das Repartições Municipais, c. 1915
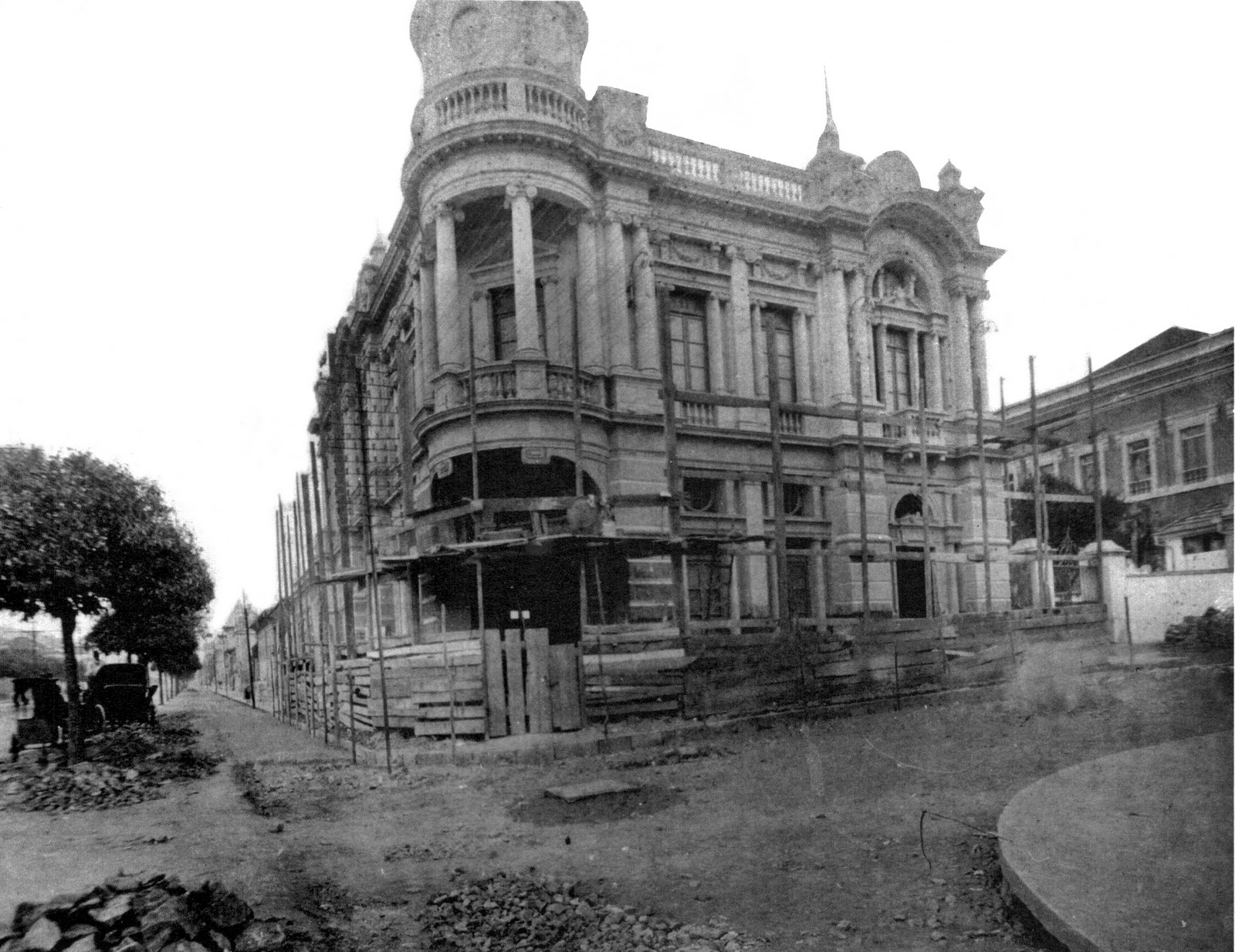
Construção do Paço Municipal, c. 1917.
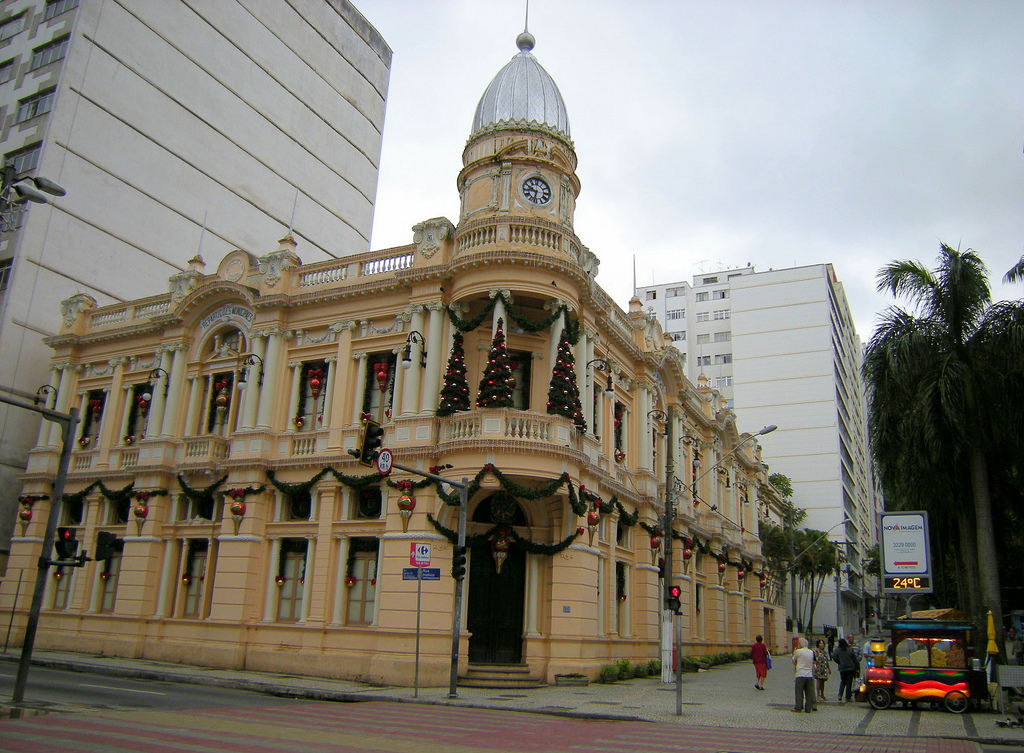
Paço Municipal com decoração natalina, 2008.
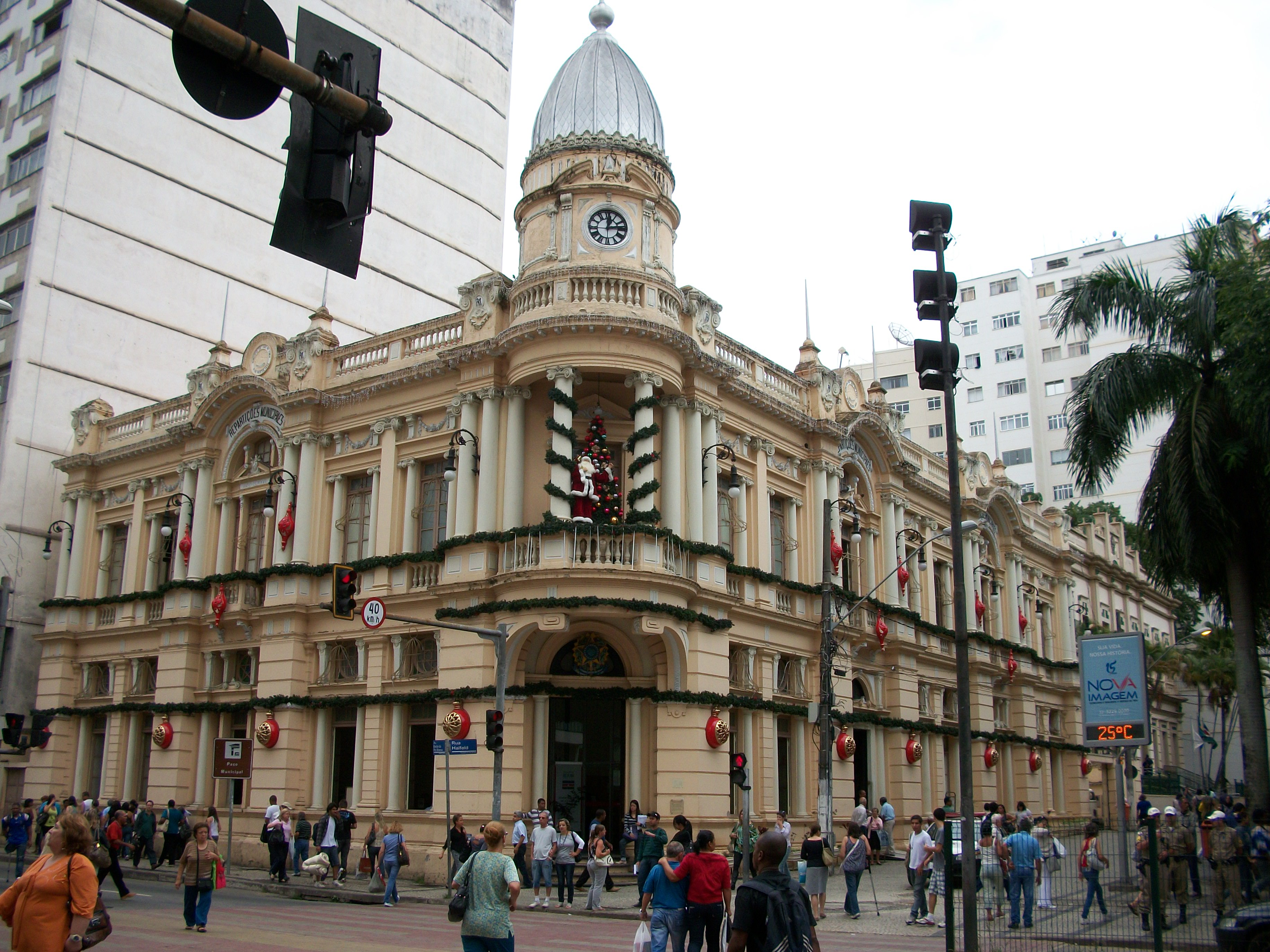
Paço Municipal com decoração natalina, 2011.
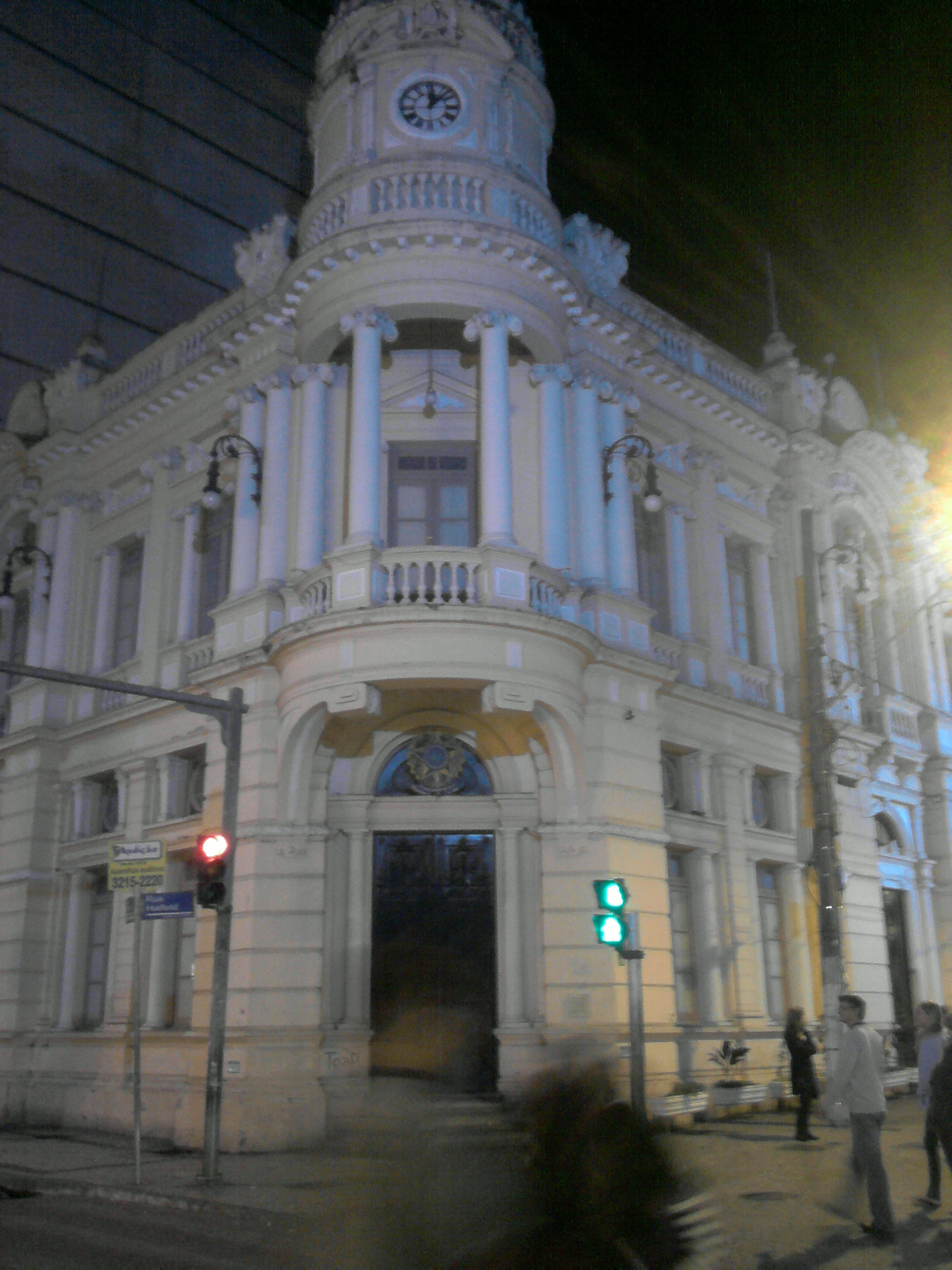
A fachada do prédio à noite.